# Карлукский каганат
Карлу́кский кагана́т (кит. 葛邏祿葉護國, пиньинь Géluólù Yèhùguó, палл. Гэлолу Ехуго) — тюркское государственное образование, занимавшее территорию от Джунгарского Алатау до Среднего течения Сырдарьи, между озёрами Балхаш и Иссык-Куль, долина рек Или, Чу, Талас, отроги Тянь-Шаня, от Испаджабской области до Отрара (766 —IX в.).
После падения Западно-тюркского каганата карлуки попадают под влияние Китая, их вожди принимают китайские титулы, но относительная самостоятельность сохраняется. С начала VIII в. начинается постепенное переселение карлуков на территорию Семиречья. Именно вмешательство карлукских отрядов позволило арабам победить в Таласской битве в 751 году.

## История

### Образование
Первые сведения о карлуках относятся к V веку. Первоначально они занимали территории между Алтаем и восточным побережьем озера Балхаш. В середине VII века в состав карлукского объединения вошли: булак, чигиль, ташлык. Титул вождя объединения — эльтебер.
В VI—VII вв. в Средней Азии и в Поволжье складываются тюркские языковые группы: булгарско-хазарская, западнотюркская (огузская), карлукская.
Правители семиреченских и тохаристанских (бадахшанских) карлуков именовались в VII-VIII вв. то ябгу, то джабгу.
В 742 году карлуки совместно с   басмылами выступили против Восточно-тюркского каганата. В результате восточные тюрки были разбиты, и на месте их каганата возникло новое государство — Уйгурский каганат (744—840).
В 746 году карлуки потерпели поражения от Уйгурского каганата и переселились в Семиречье. В середине VIII века между карлуками и огузами развязалась война за тюргешское наследство. Огузы в этой борьбе проиграли и ушли к Сырдарье, а карлуки остались в Семиречье создали раннефеодальное государство — Карлукский каганат.
Правители карлуков стали носить титул ябгу (джабгу на карлукском наречии).

### Политическая история
В 758 году карлуки начали наступление в Семиречье против тюргешей. Через семь лет, овладев Суябом, перенесли сюда свою столицу. Тюргеши частью подчинились, частью откочевали на восток. Карлукские отряды быстро достигли западных отрогов Тянь-Шаня, очистили от арабов Фергану и среднее течение Сырдарьи. В 766—775 годах карлуки захватили Кашгарию.
Однако череда побед, обусловленных слабостью противника, сменилась вскоре тяжёлыми поражениями.
В 791 году уйгуры разгромили карлуков и тибетцев у Бешбалыка, а в следующем году карлуки были разбиты арабами в Фергане. В 798 году уйгурам покорились западные карлуки, а в 812 году джабгу потерпел полное поражение, и войска уйгур дошли до Ферганы, захватив огромное количество скота и людей. Арабы воспользовались ситуацией и заставили бежать джабгу на Иртыш. Карлуки были вынуждены подчиниться уйгурам.
В 840 году енисейские кыргызы разгромили Уйгурский каганат, карлукам удалось освободиться. Уйгуры были вынуждены переселиться в Турфанский оазис и в район Ганьчжоу. В этой ситуации карлуки объявили о своей независимости, и карлукский джабгу правитель Испиджаба Бильге Кюль Кадыр-хан открыто заявил о своих правах на верховную власть, приняв новый титул «каган».
Укрепление карлуков обеспокоило утвердившуюся в Средней Азии династию Саманидов. Правитель Самарканда объявил «священную войну». В конце IX века Саманиды захватили Испиджаб, напали на Тараз. После длительной осады город пал, население приняло ислам. Ставка кагана перенеслась из Тараза в Кашгар.
История Карлукского каганата оказалась недолгой. В 940 году столица государства Баласагун была захвачена тюрками Восточного Туркестана — чигилями и ягма — и Карлукский каганат перестал существовать.
Карлукский ябгу создал здесь свое государство, положившее основу для рождения Караханидского каганата.

### Общественное устройство
Карлукский каганат представлял собой систему, где племена владели уделами. Это препятствовало централизации власти и власть карлукских джабгу была номинальной. Удельные правители, руководившие крупными племенами, стремились упрочить свои фактически независимые владения.
В государстве была военно-административная система правления, было социальное и сословное неравенство, общество делилось на богатых и бедных. Большая часть населения состояла из родовых общинников, которые были зависимы от власти имущих. Система господствовавшей аристократии имела строгую иерархию. Роды и племена карлуков разделялись по своей значимости.
Правящая карлукская знать владела не только пастбищами, но и городскими центрами, так в персидском географическом сочинении X века «Худуд-аль-Алам» упоминается о том, что в стране карлуков насчитывается 25 городов и поселений, среди них: Тараз, Кулан, Мерке, Атлалиг, Тузун, Балиг, Барысхан, Сикуль, Талгар (Тальхиз) и другие. Столица и большинство городов карлуков находились вдоль «Великого Шёлкового Пути» и были важными культурными и экономическими центрами.

## Правители
- Куль-бег Ишбара иль-хан (710–742)
- Тонга Бильге - ябгу Карлукского каганата (742–766)
- Кебек ябгу - ябгу Карлукского каганата (766 — 812)
- Арслан ябгу - ябгу Карлукского каганата (812–840)
- Бильге Кюль Кадыр-хан (840—893) — правитель Испиджаба, каган Карлукского каганата
- Базир Арслан-хан (893—920)
- Огулчак Арслан-хан (893—940)
- Сатук Богра-хан (920—955) — основатель династий и первый хакан Караханидов

## Этнический состав
Арабские и персидские источники говорят о том, что карлукское объединение состояло из многочисленных родоплеменных групп. Арабский географ ал-Марвази (XII век) отмечает, что в состав карлукской конфедерации входило 9 племён. Наиболее крупные племена карлуков в Семиречье и Южном Казахстане: тусхи, чигили, азкиши, тюргеши, халаджи, чаруки, барсханы.
Население также включило ираноязычных согдийцев, переселенцев из стран Ближнего Востока и Центральной Азии.